# 段春亭
段春亭，中华人民共和国政治人物、全国脱贫攻坚先进个人。

## 生平
段春亭任涞水县三坡镇南峪村党支部书记、村委会主任。因在脱贫攻坚战中作出突出贡献，2021年2月25日全国脱贫攻坚总结表彰大会上，段春亭被授予“全国脱贫攻坚先进个人”。